# Тръстиков блатар
Тръстиковият блатар (Circus aeruginosus) е средно голяма дневна граблива птица от семейство Ястребови (Accipitridae).

## Физическа характеристика
- Дължината на тялото: 50 cm
- Размах на крилете: 120 – 140 cm. Женската е малко по-едра.
- Тегло: 500 – 700 g

## Разпространение
Среща се в Европа (включително България), Азия и Африка. Обитава блатисти и крайбрежни местности.

## Начин на живот и хранене
Прелетна птица, в България гнезди. Храни се жаби, водни птици, гризачи, насекоми и рядко лови риба в плитчините.

## Размножаване
Моногамни птици. Строи гнездото си сред гъста тръстика, съобразявайки височината му с нивото на водата. Снася 3-6 яйца, които мъти женската в продължение на около 35 дни. Малките напускат гнездото на около 32-35 дневна възраст и родителите ги хранят още известно време. Отглежда едно люпило годишно.

## Подвидове
- C. a. aeruginosus
- C. a. harterti

## Природозащитен статус
- Червен списък на световнозастрашените видове (IUCN Red list) - Незастрашен (Least Concern LC)[3]
- Директива за птиците на ЕС – Приложение 1[4]

На територията на България е защитен от закона вид.